# Die Nichten der Frau Oberst (1980)
Die Nichten der Frau Oberst, sehr frei angelehnt an einen Guy de Maupassant zugeschriebenen Roman (franz. Les cousines de la colonelle), ist ein 1979 entstandener, Schweizer Sexfilm von Erwin C. Dietrich.

## Handlung
Die titelgebende Frau Oberst, Madame Yanne, ist die noch recht junge Witwe eines Offiziers. Sie kümmert sich um ihre hübschen Nichten Florentine und Julia, die gerade ihre lesbischen Neigungen ausleben und sich derzeit mehr miteinander beschäftigen als der lüsternen Männerwelt den Kopf zu verdrehen. Stallknecht Erik wäre als Deckhengst nur allzu gern allzeit bereit, die beiden Nichten zu bespringen. Der nicht minder knackige Simon hat längst ein Auge auf Florentine geworfen und will sie nicht nur unbedingt ins Bett bekommen, sondern sogar heiraten. Diese Nichte von Frau Oberst ist durchaus nicht abgeneigt, möchte aber zuvor in der Horizontalen seine Qualitäten als Liebhaber testen.
Auch für Julia steht ein passender Ehemann im Blickfeld Yannes, ein Maler, den sie aber zuvor selbst einmal austesten möchte, ob er denn Julia in Zukunft beglücken könnte. Als sie ganz bewusst in seiner Nähe einen Maiskolben für entsprechende Selbstbefriedigungsspielchen zweckentfremden will, hat er durchaus etwas adäquateres parat, um Frau Oberst zum Höhepunkt zu bringen. So schneidet Julias Mann in spe im Sextest glatt mit einer Eins ab. Auch auf dem von ihr geleiteten Gutshof kommt Bewegung in die Beziehungs-Konstellationen, nur Frau Oberst scheint ihrem Witwendasein noch nicht recht zu entkommen. Vorerst …

## Produktionsnotizen
Die Nichten der Frau Oberst ist eine Neuverfilmung eines gleichnamigen, großen Filmerfolgs Dietrichs aus dem Jahre 1968. Das Remake kam als Uraufführung am 18. Januar 1980 sowohl in die deutschen als auch in die Schweizer Kinos. Obwohl Dietrich auf die Veränderungen seit 1968 reagierte und die Hauptrollen mit bekannten Pornostars besetzte, lief der Film nur mit bescheidenem kommerziellen Erfolg.

## Kritik
Das Lexikon des Internationalen Films befand, dass Regisseur und Produzent Dietrich der Maupassant-Vorlage „zum dritten Mal Gewalt antut.“